# Староселье (Белгород-Днестровский район)
Староселье (укр. Старосілля) — село, относится к Белгород-Днестровскому району Одесской области Украины. Протекает река Чилигидер.
Население по переписи 2001 года составляло 1634 человека. Почтовый индекс — 68212. Телефонный код — 4848. Занимает площадь 2,33 км². Код КОАТУУ — 5124586401.

## История
В 1945 г. Указом ПВС УССР село Старая Фрумушика переименовано в Староселье.

## Местный совет
68212, Одесская обл., Белгород-Днестровский р-н, с. Староселье, ул. Чернова, 25